# Sete Lagoas
Sete Lagoas je grad u Brazilu. Nalazi se u saveznoj državi Minas Gerais.

## Stanovništvo
Prema procjeni iz 2007. u gradu je živjelo 217.506 stanovnika.
| 1991.   | 2000.   |
| ------- | ------- |
| 144.014 | 184.871 |

## Vanjske poveznice
- Službena stranica